# Place de la Concorde

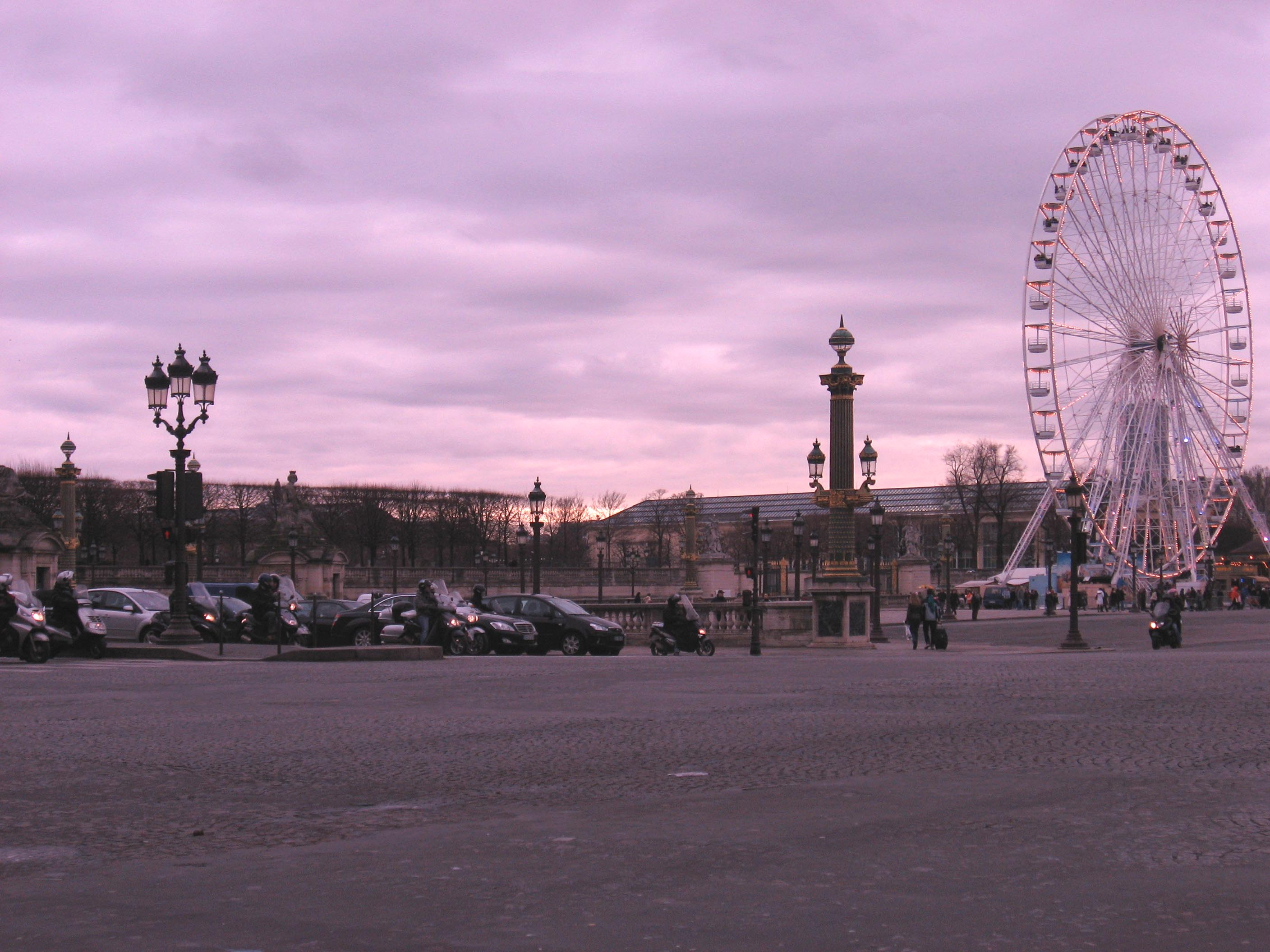
La piazza al tramonto davanti ai giardini delle Tuileries

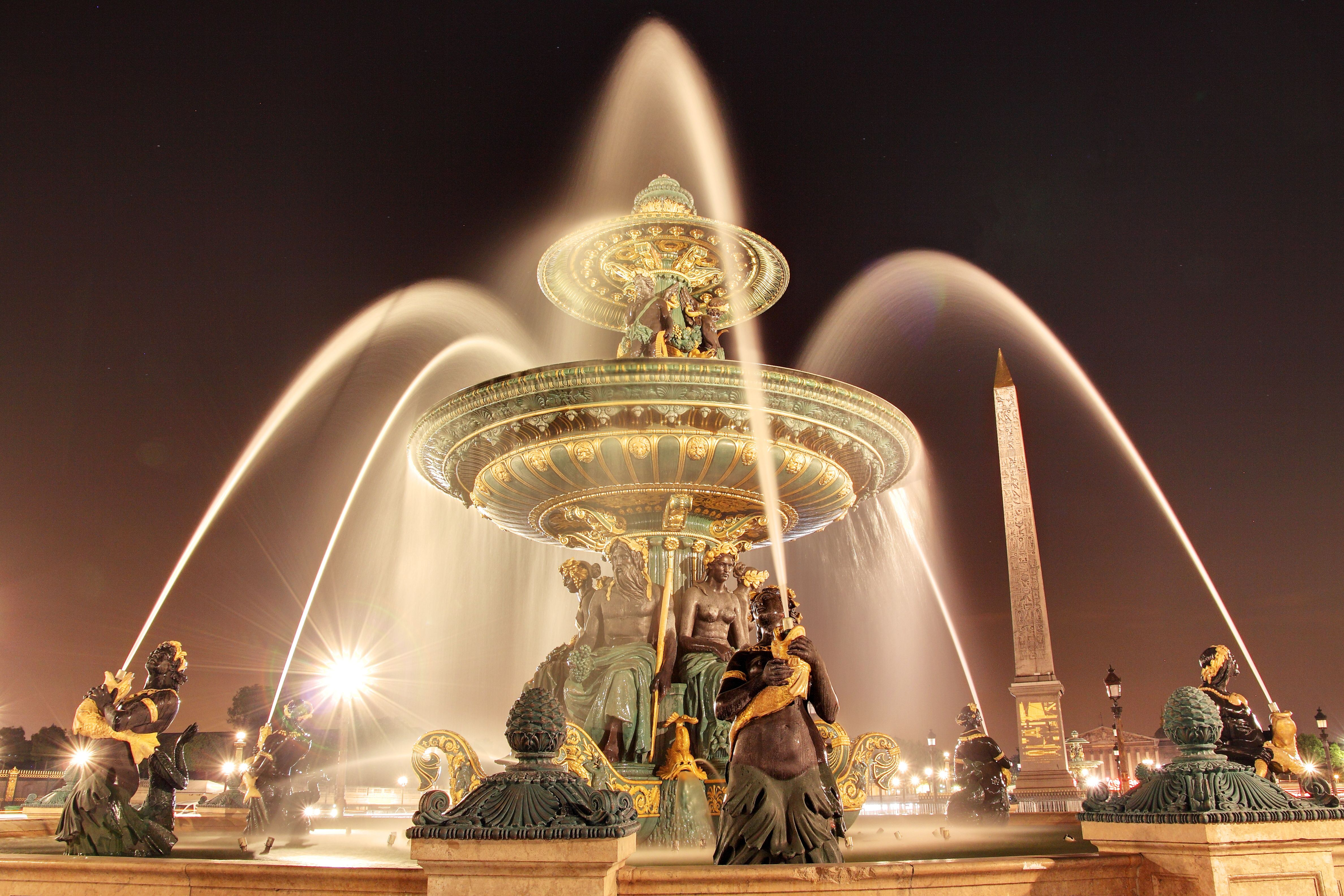
La Fontaine des Fleuves di notte

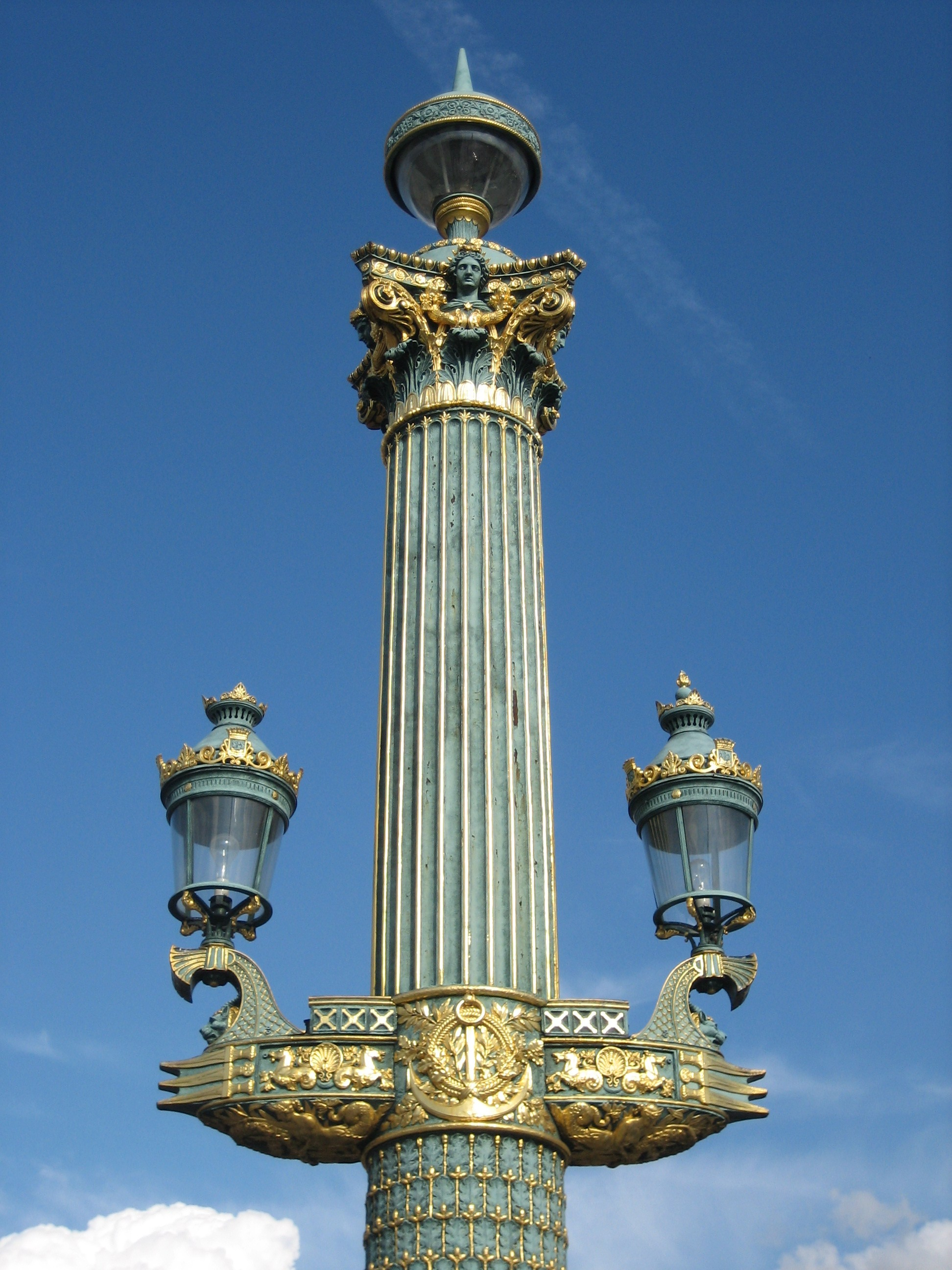
Illuminazione in Place de la Concorde, Parigi

Place de la Concorde (in passato nota anche come Piazza della Concordia in italiano) è una piazza dell'VIII arrondissement di Parigi.
È collegata all'avenue des Champs-Élysées. Dopo la Place des Quinconces di Bordeaux, è la piazza francese più estesa. In essa termina la Rue de Rivoli ed è sede della Federazione Internazionale dell'Automobile.

## Storia
Il comune di Parigi aveva stabilito, nel 1748, di creare una piazza in onore a Luigi XV il beneamato, ed aveva per questo indetto un concorso. Uno fra i partecipanti propose di utilizzare una semplice spianata in terra battuta, al tempo inutilizzata e senza forma, che si trovava al limitare dei giardini delle Tuileries («esplanade du Pont-Tournant», così chiamata perché vi era un ponte di legno sul canale al confine dei giardini). La scelta eventuale di questo sito poteva urbanisticamente sortire una sperata influenza positiva per l'urbanizzazione delle nuove zone che tendevano a costruirsi verso l'ovest della capitale, nel faubourg di Saint-Honoré.

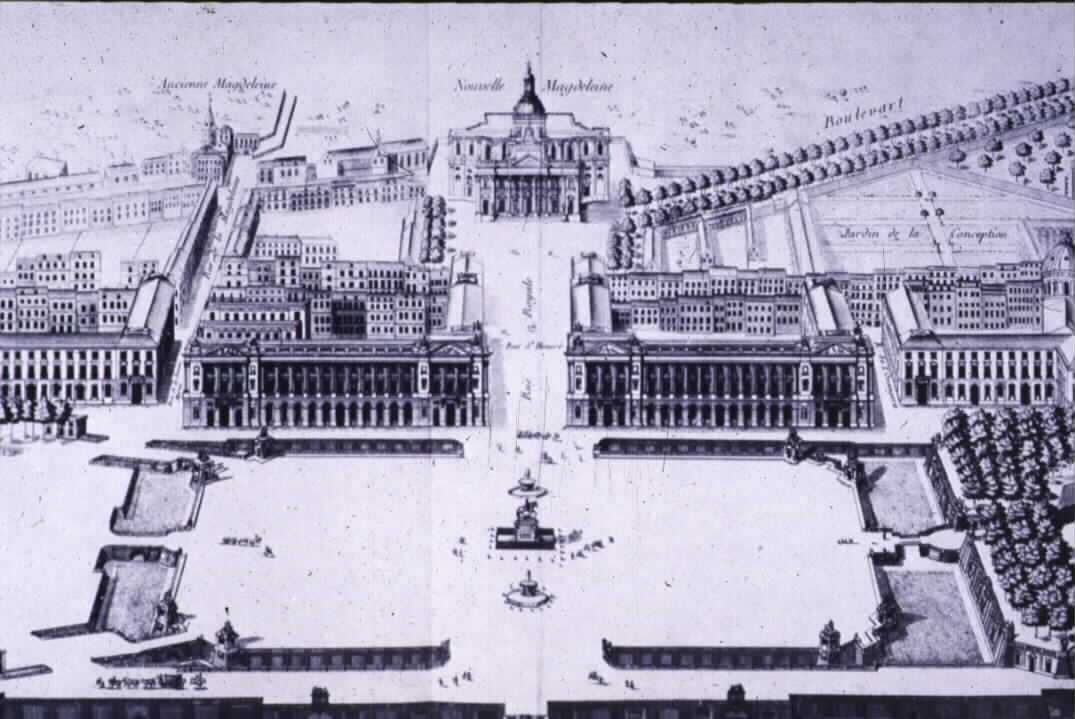
Il progetto del 1758 di Ange-Jacques Gabriel

La proprietà di buona parte dei terreni interessati dal progetto era già del re, e questo avrebbe potuto ridurre considerevolmente la necessità di ricorso agli espropri; del resto, già prima della chiusura del bando e quindi prima della scelta definitiva, si erano allestite trattative con gli eredi di John Law, precedente proprietario di altri terreni interessati dal progetto. Qui si proponeva perciò la realizzazione di una piazza reale (place royale), una delle tante che, insieme a quelle già realizzate a Rennes, Rouen, Bordeaux, Digione e Montpellier, già celebravano i fasti del monarca con statue equestri.
A Parigi questo spazio, come gli altri incentrato sull'ostentazione della rispettiva statua, si presentava come in primo luogo aperto, perché si iscriveva in una zona ancora non urbanizzata. Valorizzata dalle facciate disegnate da Gabriel, piazza Luigi XV avrebbe costituito un'interpunzione architettonica fra le Tuileries e la verde fuga prospettica degli Champs-Élysées.
Nel 1753 fu indetto un altro concorso, stavolta per la sistemazione della spianata, e la tenzone fu riservata ai membri dell'Accademia Reale d'Architettura. Ange-Jacques Gabriel, direttore dell'accademia in qualità di primo architetto del re, fu incaricato di mettere a punto un progetto che raccogliesse e coordinasse le migliori idee espresse dai concorrenti. Il progetto di Gabriel fu accettato nel 1755. La convenzione fra la città di Parigi, i rappresentanti del re e gli eredi del Law fu sottoscritta nel 1758. In cambio dei terreni ceduti, gli eredi ricevettero l'edificio situato sul lato di nord-ovest della piazza ed i terreni edificabili da ambo le parti della progettata Via del Re (rue royale). Acconsentirono a pagare la realizzazione delle facciate di tutti gli edifici di cui avrebbero ottenuto la proprietà ed accettarono il vincolo di gallerie aperte al pubblico dipartentisi dalla piazza.
Iniziata da Edmé Bouchardon e completata da Jean-Baptiste Pigalle, la statua equestre di Luigi XV fu inaugurata il 20 giugno 1763. Fu sistemata rivolta verso est, all'intersezione dell'asse della nuova rue royale (che collegava la Madeleine alla Senna) con l'asse del giardino delle Tuileries e dell'avenue des Champs-Élysées. Il piedistallo era decorato di bassorilievo di bronzo e di cariatidi che evocano le virtù del re. Poiché però quest'ultimo era diventato, all'epoca dell'inaugurazione della statua, dopo la guerra dei sette anni, largamente impopolare, lo si canzonava in questi termini:
(François Souchal)
mentre, in un'altra occasione, la statua venne trovata con una benda sugli occhi, a dimostrazione di come il re fosse diventato cieco ai bisogni del suo popolo.
La piazza fu completata nel 1772. Un recinto ottagonale, ornato di una balaustra e contornato da canali profondi e piantonato da garitte, fu creato attorno alla statua. Solo il lato nord della piazza fu edificato, lasciando libera la vista sulla Senna. Una parte del programma di completamento tuttavia non fu mai realizzata: Gabriel aveva previsto di decorare i tetti delle garitte con gruppi scultorei rappresentanti trofei, e realizzare due fontane ai lati della statua. Inoltre, i due grandi edifici a nord della piazza dovevano essere inquadrati, in lieve arretramento, da due edifici più piccoli e fra loro identici. La piazza fu dunque intitolata place Louis XV.

### La Rivoluzione
Ai tempi della Rivoluzione francese, la piazza è un luogo di passaggio obbligato per i cortei, sia improvvisati sia previsti dal protocollo delle feste. Diviene, inoltre, uno dei grandi luoghi di raccolta delle folle durante il periodo rivoluzionario, soprattutto dopo che vi sarà installata la ghigliottina.
Il 12 luglio 1789, dopo le dimissioni di Jacques Necker, interpretata come un segno di restaurazione assolutistica da parte del re, si riunisce nella piazza una folla inferocita brandente i busti di Necker e di Filippo d'Orléans. Il Royal-Allemand, un reggimento di dragoni tedesco comandato dal principe di Lambesc, un lontano cugino della regina Maria Antonietta, venne richiamato a Parigi dal re col compito di occuparsi del mantenimento dell'ordine pubblico nella capitale, e vi giunse cinque giorni prima. Rimaste fedeli al re e obbedendo agli ordini del barone de Besenval di disperdere i dimostranti nel centro cittadino con la forza, le truppe reali spararono sulla folla ed erano riuscite a riportare la calma nella piazza, ma alla sera furono costrette a ritirarsi dall'ammutinamento di molti militari francesi.
Nel 1792, Piazza Luigi XV viene rinominata Place de la Révolution (Piazza della Rivoluzione). La statua del Sovrano viene distrutta e rimpiazzata da un'immensa statua della Libertà in cartone e stucco.
La piazza diviene il palcoscenico sanguinario della Rivoluzione, con l'installazione della ghigliottina. La macchina per la decapitazione viene collocata nella piazza in via provvisoria nell'ottobre 1792, per l'esecuzione dei ladri dei gioielli della Corona. Vi ritorna il 21 gennaio 1793 per l'esecuzione di Luigi XVI; successivamente, viene posta a metà tra il basamento della statua di Luigi XV e l'ingresso degli Champs-Élysées, e infine installata permanentemente, dall'11 maggio 1793 sino al 9 giugno 1794, tra il centro della piazza e l'ingresso delle Tuileries.
La ghigliottina viene quindi spostata in Piazza del Trono Rovesciato (l'attuale place de la Nation) ma nuovamente installata in Place de la Concorde per l'esecuzione di Maximilien de Robespierre e dei suoi sostenitori (11 termidoro dell'anno II - 28 luglio 1794). Delle 2498 persone ghigliottinate durante la Rivoluzione, 1119 furono giustiziate in piazza della Rivoluzione.
Con la fine del periodo del Terrore, a partire dall'anno V (1795), il governo prende a designare la piazza come Place de la Concorde, ma il nome diviene ufficiale solamente nel 1830. La piazza quindi, diventa il simbolo di Parigi.

### Place de la Concordenel XIX e nel XX secolo
Ad oggi, la storia di Place de la Concorde si nasconde dietro al traffico che si accalca intorno al gigantesco obelisco egizio decorato da geroglifici inneggianti al regno del faraone Ramses III.
Invece, nel XIX secolo, la piazza simbolo della furia sanguinaria del Terrore e dell'esecuzione della famiglia reale pone un problema politico ai governi dell'epoca. La Restaurazione propone di costruirvi un monumento in memoria di Luigi XVI, di cui Carlo X pone la prima pietra il 3 maggio 1826. Ma la prevista statua di Luigi XVI non verrà mai eseguita ed il suo basamento servirà come base per l'obelisco di Luxor.
Nel 1831 il viceré d'Egitto, Mehmet Ali, offre alla Francia i due obelischi che ornavano l'ingresso del palazzo di Ramses III a Tebe (Luxor). Il primo viene trasportato a Parigi nel 1833, e Luigi Filippo I decide di installarlo in Place de la Concorde, dove " non ricorderà nessun evento politico". L'operazione, che si traduce in una vera prodezza tecnica, viene portata a termine il 25 ottobre 1836, sotto la direzione dell'ingegnere della marina Appollinaire Lebas, davanti ad un pubblico di 200 000 curiosi.
Tra il 1836 ed il 1846, la piazza viene trasformata dall'architetto Jakob Ignaz Hittorff che ne conserva il concetto originario espresso da Gabriel. Vi aggiunge due fontane monumentali ai lati dell'obelisco e circonda la piazza in un abbraccio di lampioni e colonne rostrali. La piazza si erge come una celebrazione del genio navale francese, per via della presenza, in uno degli edifici costruiti da Gabriel, del Ministero della Marina. Le due fontane celebrano la navigazione fluviale (la fontana nord presenta le raffigurazioni sedute del Reno e del Rodano della raccolta del grano e della ragione) e la navigazione marittima (la fontana sud presenta le raffigurazioni del Mediterraneo, dell'oceano e della pesca). Le colonne rostrali sono decorate con prue di navi, che evocano contemporaneamente lo stemma della città di Parigi. Le statue allegoriche di otto villaggi francesi definiscono il perimetro dell'ottagono immaginato da Gabriel.
Nel 1854, i fossati, conservati da Hittorff, vengono riempiti per adeguare meglio la piazza alla circolazione.

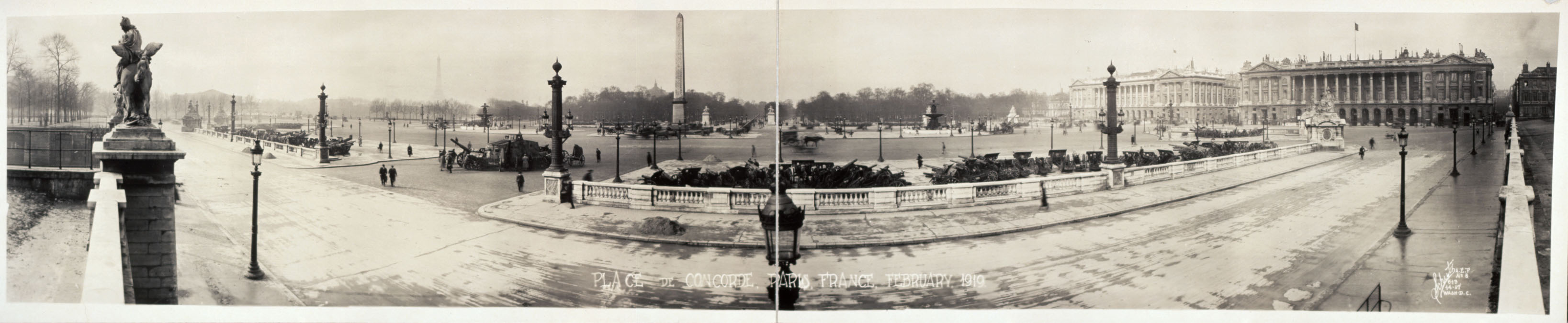
Place de la Concorde nel 1919

Il primo dicembre 1993, in occasione della Giornata mondiale dell'AIDS, l'associazione ACT UP riveste l'obelisco di un preservativo gigante di 30 metri e ribattezza simbolicamente la piazza: Piazza dei morti per AIDS.
Nel 2000, lo scalatore urbano francese Alain Robert scala l'obelisco a mani nude, senza nessun preavviso e senza alcun dispositivo di sicurezza.

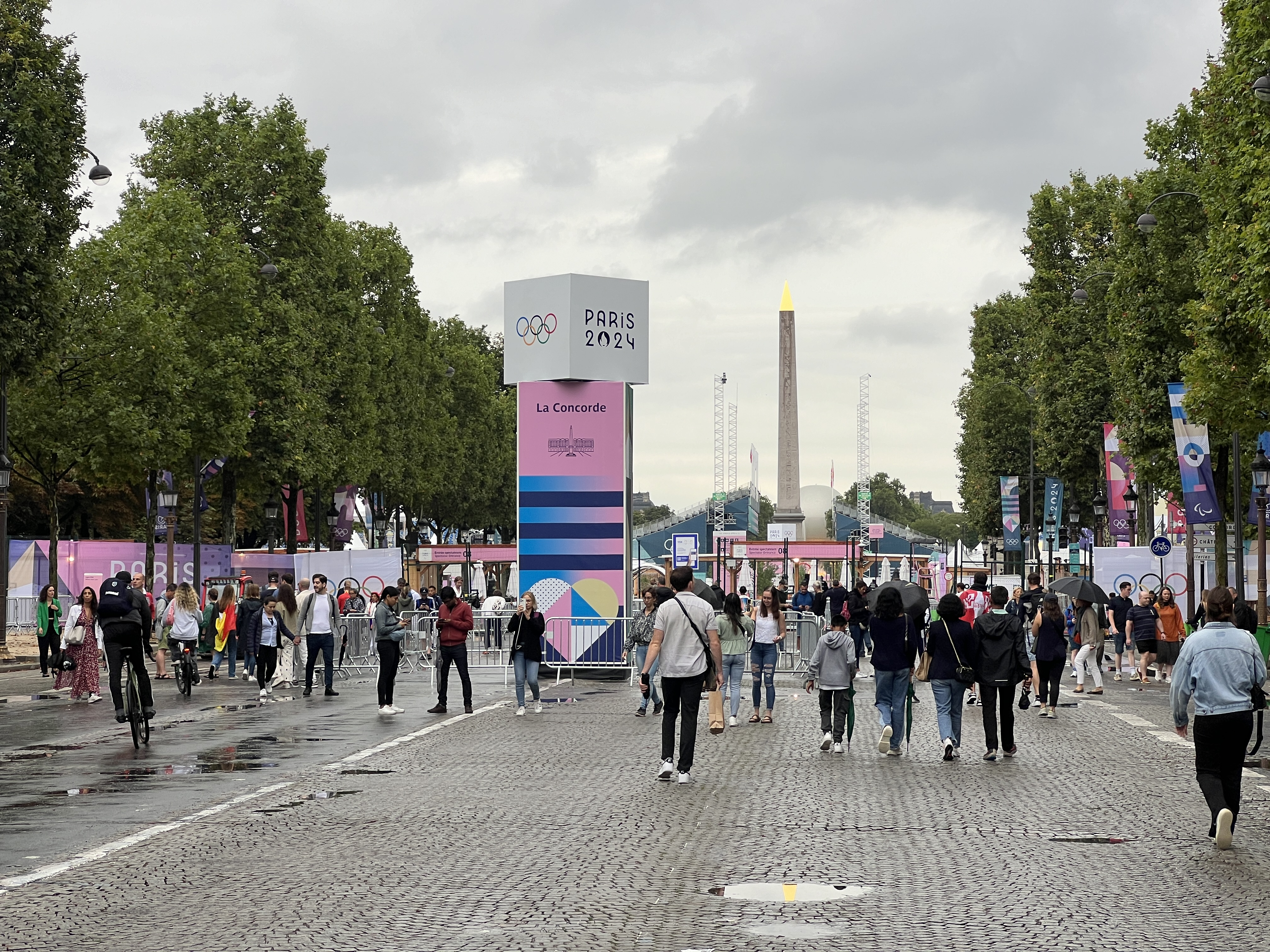
Strutture temporanee realizzate per i Giochi olimpici del 2024.

Tra il 27 luglio e il 10 agosto 2024 la piazza ha ospitato le gare di BMX freestyle, break dance, pallacanestro 3x3 e skateboard dei Giochi della XXXIII Olimpiade. e il 28 agosto ha ospitato la cerimonia di apertura dei Giochi della XVII Paralimpiade. Per l'occasione erano state realizzate delle strutture temporanee in grado di ospitare fino a 30 000 spettatori.

## Architettura
La piazza è stata costruita da Ange-Jacques Gabriel nel 1755 come un ottagono con il perimetro delimitato dagli Champs-Élysées e dal giardino delle Tuileries. Le fontane, aggiunte successivamente da Jacques Hittorff, sono ispirate a quelle della basilica di San Pietro a Roma.

### I palazzi
All'estremo nord, due grandi edifici identici in pietra definiscono la prospettiva della piazza. Divisi da Rue Royale, sono tra i migliori esempi dell'architettura del secolo XVIII.
Soltanto le facciate sono state progettate da Gabriel, e costruite tra il 1766 ed il 1775. Si ispirano al colonnato del Palazzo del Louvre, di Claude Perrault secondo il principio di un colonnato costruito su un basamento messo in forte risalto (qui da alcune bozze sporgenti), di una grande trabeazione, di padiglioni angolari e di elementi decorativi, come i medaglioni ovali ornati da ghirlande. I frontoni sono stati decorati con rappresentazioni allegoriche dell'agricoltura, del commercio, della magnificenza e della felicità pubblica realizzati da Michel-Ange Slodtz e Guillaume Coustou, il Giovane.
L'edificio situato ad est di rue Royale è, sin dalle origini, interamente appartenuto alla corona francese. Fu da principio assegnato al Garde-Meuble, le cui gallerie erano aperte al pubblico tutti i martedì de la Quasimodo à la Saint-Martin tra le 9 e le 13. A partire dal 1789, accolse il ministero della Marina che, sotto la direzione dell'ammiraglio Decrès, sviluppò considerevolmente i suoi uffici fino ad occupare tutto l'edificio. L'hôtel - detto hôtel du Garde-Meuble o, più comunemente, hôtel de la Marine - è stato costruito secondo i piani di Gabriel con la direzione di Jacques-Germain Soufflot. I decori interni, di una grande magnificenza, sono opera dell'architetto Jacques Gondouin e costituiscono una tappa importante nell'evoluzione del gusto del XVIII secolo. Sono stati sfortunatamente denaturati dalle trasformazioni effettuate nel Secondo Impero, anche se i grandi saloni d'apparato e la Gallerie Dorata conservano ancora qualche elemento originale.
L'edificio situato a ovest della rue Royale fu diviso in quattro lotti che furono ceduti a dei privati, in cambio dell'obbligo di erigere degli hotel dietro la facciata di Gabriel:
- L'hôtel di Coislin, il più vicino alla rue Royale, non conserva nulla del decoro originale se non dei rivestimenti in legno in quercia ornati di ghirlande e di fiori nei saloni del piano.
- I due hôtel che danno sul colonnato sono stati costruiti dall'architetto Pierre-Louis Moreau-Desproux di cui uno da lui stesso e il secondo da uno dei suoi amici, Rouillé de l'Estang. Sono stati riuniti dopo il 1901 per conto dell'Automobile Club de France e trasformati ne l 1912 dall'architetto Gustave Rives.
- L'hôtel d'Aumont, all'angolo della rue Boissy d'Anglas, è stato costruito dall'architetto Louis-François Trouard, e il decoro interno è stato realizzato da Pierre-Adrien Pâris. Nel 1788, l'hôtel fu comprato dal conte de Crillon. Nel 1907, l'edificio fu acquistato della Société des Grands Magasins du Louvre e trasformato in un lussuoso hôtel per viaggiatori, l'hôtel de Crillon, dall'architetto Walter-André Destailleur. Egli lasciò intatto lo scalone d'onore, edificò le facciate sul cortile nello stile di Gabriel, ma fece smontare la maggior parte dei decori interni originali. Così, nel salone delle Aquile al primo piano, modello di sala all'antico concepita per Parigi, non lascia sul posto che la scultura del soffitto ma fa copiare i rivestimenti in legno, le sei porte monumentali e le loro incorniciature e lo specchio, opera dell'ebanista Pierre-Antoine Bellangé. Gli originali sono spostati nell'hôtel de La Tour d'Auvergne (attuale ambasciata del Cile), avenue de La Motte-Picquet. Altri rivestimenti in legno si trovano al Metropolitan Museum of Art di New York e alla Villa Île-de-France, edificata à Saint-Jean-Cap-Ferrat per Béatrice Ephrussi de Rothschild.

L'hôtel a est di questi edifici, dall'altro lato della rue Saint-Florentin, detto Hôtel de Talleyrand o Hôtel de Saint-Florentin (attualmente sede di servizio dell'ambasciata degli Stati Uniti), è opera dell'architetto Jean-François-Thérèse Chalgrin.
A nord-ovest della piazza, dall'altro lato di rue Boissy d'Anglas, si ergeva fino al 1775 il deposito dei marmi della corona. Dopo la soppressione del deposito, il terreno fu concesso al fermier général Laurent Grimod de La Reynière, con l'obbligo per lui di edificare un edificio analogo all'hôtel de Saint-Florentin. Il pittore Charles-Louis Clérisseau vi eseguì il primo decoro in stile classico ispirato dalle scoperte archeologiche fatte a Pompei e Ercolano. L'hôtel ospitò in seguito il Circolo imperiale, poi il Circole dell'Unione artistica. Sfigurato per le aggiunte successive, l'hôtel è stato demolito e rimpiazzato da un pastiche in stile neo-classico edificato tra il 1931 e il 1933 dagli architetti William Delano e Victor Laloux per ospitare l'ambasciata degli Stati Uniti. Questo hôtel, che ben risponde all'Hôtel de Talleyrand, ristabilisce la simmetria del lato nord della piazza come Gabriel l'aveva inizialmente immaginata.

### L'obelisco

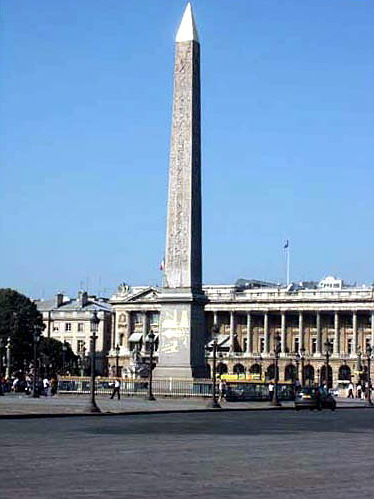
Obelisco della place de la Concorde

L'obelisco egizio di Luxor, vecchio ormai 3300 anni (XIII secolo a.C.), è arrivato in Francia nel 1836. Il re Luigi Filippo lo fece posizionare al centro della piazza durante l'intervento di rifacimento di quest'ultima da parte dell'architetto Hittorff. Alto 22,86 m, il monolito, in sienite rosa, pesa 227 tonnellate. I geroglifici che lo coprono celebrano la gloria del faraone Ramses II.
Dopo che numerosi egittologi avevano sostenuto che la parte superiore degli obelischi egizi (detta pyramidion) era sempre rivestita da fogli d'oro, nel maggio 1998 ne è stata realizzata una ricostruzione, grazie al mecenatismo di Pierre Bergé e Yves Saint-Laurent.
L'obelisco si trova lungo la linea dell'axe historique di Parigi che parte dall'Arc de Triomphe du Carrousel fino all'Arche de la Défense passando per il giardino delle Tuileries, Place de la Concorde, gli Champs-Élysées e l'Arco di Trionfo.
L'obelisco indica anche l'ora esatta.

### Le statue
Nel 1719, i due gruppi di statue scolpite da Antoine Coysevox, che rappresentano la Fama e Mercurio che monta Pegaso il cavallo alato, che decoravano l'abbeveratoio di Marly, furono poste alle Tuileries e rimpiazzate dai cavalli di Guillaume Coustou. Anche questi furono spostati e posti all'entrata dell'avenue des Champs-Élysées nel 1795 per iniziativa del carpentiere Huzard, per paura del vandalismo che li minacciava. I quattro gruppi sono oggi rimpiazzati da copie.
A ciascun lato della piazza si trova una statua che rappresenta una città francese:
- Brest e Rouen di Jean-Pierre Cortot;
- Lione e Marsiglia di Louis Petitot;
- Bordeaux e Nantes di Louis-Denis Caillouette;
- Lilla e Strasburgo di James Pradier. Si dice che quest'ultimo abbia preso come modello per Strasburgo Juliette Drouet, che era stata sua amante prima di diventare quella di Victor Hugo.

La statua di Strasburgo fu per lungo tempo coperta da un velo nero e di fiori per la perdita dell'Alsazia-Lorena, ceduta dalla Francia alla Germania nel 1871 con il trattato di Francoforte.

## Alcune persone ghigliottinate inPlace de la Révolution
- Luigi XVI di Francia, il 21 gennaio 1793.
- Maria Antonietta d'Asburgo-Lorena, il 16 ottobre 1793.
- Marie-Jeanne Bécu, Madame Du Barry, l'8 dicembre 1793.
- Charlotte Corday, il 17 luglio 1793.
- I Girondini, il 30 e 31 ottobre 1793.
- Luigi Filippo Giuseppe d'Orléans, il 6 novembre 1793.
- Marie-Jeanne Roland de la Platière, l'8 novembre 1793.
- Jacques-René Hébert, il 24 marzo 1794.
- Georges Danton, il 5 aprile 1794.
- Camille Desmoulins, il 5 aprile 1794.
- Jean-Joseph de Laborde, il 18 aprile 1794.
- Jean-Baptiste Tavernier de Boullongne de Préninville, l'8 maggio 1794.
- Elisabetta di Francia (Mme Élisabeth), il 10 maggio 1794.
- Louis-Antoine-Léon Saint-Just, il 28 luglio 1794.
- Georges Couthon, il 28 luglio 1794.
- François Hanriot, il 28 luglio 1794.
- Maximilien de Robespierre, il 28 luglio 1794

I corpi venivano seppelliti inizialmente nel cimitero della Madeleine e a partire dal 1794 nel cimitero degli Errancis.